# 贝壳海滩
贝壳海滩（Playa de La Concha）是一个浅底的沙质海滩，位于西班牙巴斯克自治区的海滨旅游城市圣塞瓦斯蒂安市区的贝壳湾，长1350米，平均宽度40米，是整个西班牙最著名的城市海滩之一，游客众多。2007年被列为西班牙十二瑰宝之一。